# Великодні пісні
Велико́дні пісні́  — умовна назва циклу прадавніх обрядових пісень весняного і частково зимового циклів, що із прийняттям християнства стали виконуватися в час святкування найбільшого християнського свята — Воскресіння Христового. В цій групі пісенно-обрядових дійств — хороводи дівчат зі співом гаївок, веснянок, рогульок, величальних пісень, риндзівок, водіння тополі, приготування і дарування писанок та крашанок, ігри хлопців («Дзвіниця»,«Брама», «Король, король, чи буде війна?», 
«Коза», та ін.), а також виготовлення ними різних калатал, гойдалок, довбеньок, деркачів тощо, у тому числі різні форми поминання померлих. В великодньому пісенно-обрядовому дійстві — яскрава дифузія що відбулася між християнським календарно-обрядовим ритуалом та традиційним звичаєво-обрядовим ритуалом праукраїнців-язичників. Особливими видами великодніх пісень являються великодні гаївки і величальні пісні, що вирізняються радісним виконанням.